# Reformirane kalvinističke Crkve
Reformirane (kalvinističke) Crkve naziv je za konfesiju koja je nastala u 16. stoljeću i širila se iz Švicarske prema drugim dijelovima Europe, te u Sjevernu Ameriku i anglosaksonski svijet.
Ulrich Zwingli propovijedao je Kristov (evanđeoski) nauk u Zürichu, dok je Jean Calvin osnovao Reformiranu Crkvu u Ženevi 1542. Napisao je teološko djelo „Institucije kršćanske religije“ nastojeći sustavno prikazati kršćanski nauk u skladu sa Svetim pismom. Započeo je novi teološki pravac koji se prema njegovom prezimenu naziva kalvinizam. Sa švicarskih područja kalvinizam se širio u Francusku, Nizozemsku, njemačke krajeve, Mađarsku iTransilvaniju, a u početku i u Slavoniju, te cijeli anglosaksonski svijet, a kasnije i do Južne Afrike te Južne Koreje. U Škotskoj se kalvinizam javlja u sklopu Škotske (Prezbiterijanske) Crkve, i kao prezbiterijanizam se širi prije svega u anglosaksonskom svijetu. Kalvinizam su prihvatili i engleski puritanci želeći očistiti Englesku (Anglikansku) Crkvu od svih katoličkih elemenata, s obzirom na njezin episkopalni crkveni ustroj.
S obzirom na svoju konfesionalnu narav i pripadnost europskom klasičnom protestantizmu, kalvinizam je najsličniji luteranizmu, tako da su u mnogi europskim zemljama ujedinjene evangelička i reformirana konfesija (primjerice u Njemačkoj, Švicarskoj i Nizozemskoj), dok s anglikanizmom dijeli isti teološki sustav.
Teološki, kalvinizam naglašava autoritet Biblije i Božju suverenost (prije svega u pitanju spasenja). To je dar Božje milosti po Njegovoj volji u skladu s planom u kojem je spasenje predodređeno. Ta doktrina poznata je kao predestinacija, a prema teolozima kalvinizma ona ima uporište ne samo kod teologa Augustina, već i u samoj Bibliji.
Kalvinizam je od samih početaka protestantske reformacije bio prisutani na hrvatskim prostorima, najviše u istočnoj Slavoniji i Baranji gdje se održao zbog madžarske uprave nad tim područjima, a prvotno i u Međimurju i Varaždinu, do dolaska protureformacije.
Reformirana kršćanska (kalvinska) Crkva nasljeduje kalvinski i evanđeoski nauk, te kao konfesija europske reformacije i kulture priznata je od države kao jedna od povijesnih vjerskih zajednica u Hrvatskoj.